# Deutsche Schachblätter

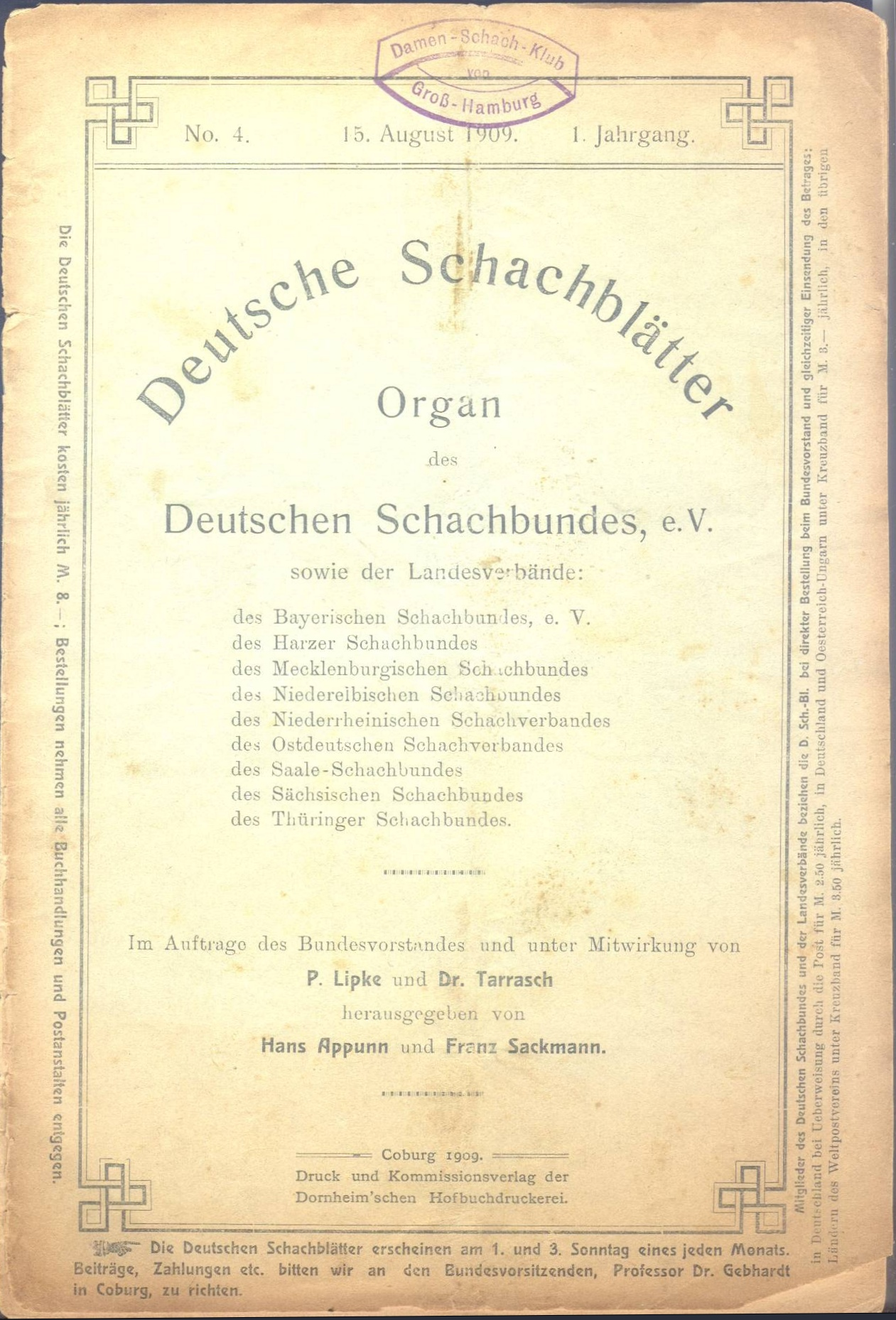
Titelblatt der Nr. 4 des ersten Jahrgangs

Die Deutschen Schachblätter waren eine ein- bis zweimal monatlich erscheinende Schachzeitschrift, die mit einer kriegsbedingten Unterbrechung von 1909 bis 1943 als Organ des Deutschen Schachbundes beziehungsweise des Großdeutschen Schachbundes fungierte. Nach dem Krieg erschien die Zeitschrift von 1948 bis 1952 in Leipzig. Eine Zeitschrift gleichen Namens existierte in der Bundesrepublik von 1962 bis 1986.

## Gründung
In den Jahren 1907 und 1908 war bereits eine Zeitschrift Süddeutsche Schachblätter als „Organ des Bayerischen Schachbundes“ erschienen, die aus finanziellen Gründen eingestellt wurde. Die Deutschen Schachblätter wurden im Auftrag des Vorstandes des Deutschen Schachbundes erstmals im Juli 1909 aufgelegt. Sie waren zugleich das Organ des Bundes und seiner Landesverbände. Anfangs erschienen die Deutschen Schachblätter in Coburg in der Riemann’schen Hofbuchhandlung und wurden unter Mitwirkung von Paul Lipke und Siegbert Tarrasch von Hans Appunn und Franz Sackmann in halbmonatlich erscheinenden Heften herausgegeben.

## Entwicklung der Zeitschrift bis zur Einstellung im Jahr 1952

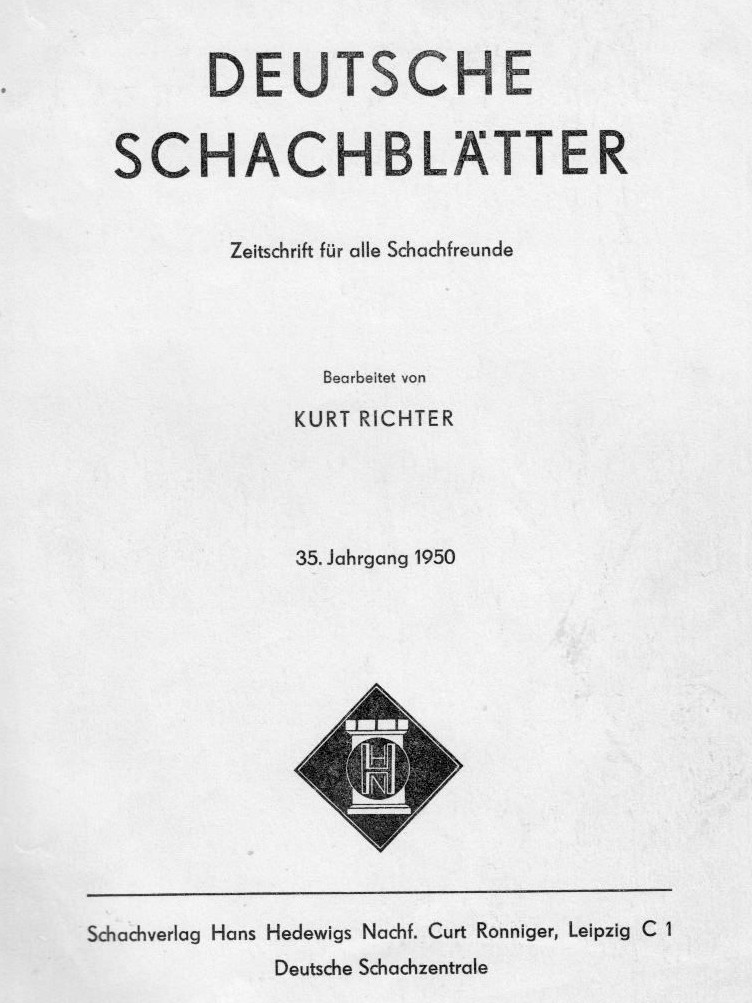
35. Jahrgang 1950 (Kurt Richter)

Nach einer Zwangspause von zwei Jahren nach dem Ersten Weltkrieg kamen die Deutschen Schachblätter mit Unterstützung des DSB-Vorsitzenden Walter Robinow 1921 wieder auf den Markt.
Im Januar 1922 übernahm der Verlag von Curt Ronniger in Leipzig die Herausgabe der Deutschen Schachblätter. Hauptschriftleiter war ab 1934 – nach Paul Krüger und Walther Freiherr von Holzhausen – der Berliner Schachmeister Kurt Richter. Die Deutschen Schachblätter wurden im Zuge der Machtergreifung der Nationalsozialisten und der Umstrukturierung im deutschen Schach zum Organ des Großdeutschen Schachbundes ausgebaut. Bis September 1939 erschienen die Deutschen Schachblätter mit zwei Ausgaben je Monat, danach bis 1943 einmal im Monat als Doppelnummer.
Im April 1943 wurden alle bestehenden deutschen Schachzeitschriften – neben den Deutschen Schachblättern gehörte dazu die Deutsche Schachzeitung, das Schach-Echo und Die Schwalbe – zu einem Gemeinschaftsorgan (Deutsche Schachzeitung) zusammengeführt. Aufgrund der Kriegswirren konnten die Ausgaben aber nur in sehr knappem Umfang erscheinen.
Nach Ende des Zweiten Weltkrieges versuchte Kurt Richter im April 1948 die Deutschen Schachblätter mit einer monatlichen Ausgabe wiederzubeleben. Das Heft erschien im 33. Jahrgang im Verlag Hans Hedewig’s Nachfolger in Leipzig. Zum Jahresende 1952 wurde die Herausgabe zugunsten des neuen Magazins Schach eingestellt, weil es für eine zweite Schachzeitschrift in der DDR kein Papier gab. Von der Januarausgabe 1953 lagen die Korrekturbogen bereits vor.

## Erneuerte Tradition in der Bundesrepublik (1962–1986)
Ein Jahrzehnt darauf wurde in der Bundesrepublik an die traditionsreiche Zeitschrift angeknüpft. 1962 ging aus der Süddeutschen Schachzeitung eine neue Zeitschrift mit dem Namen Deutsche Schachblätter hervor. Herausgeber war der Pressewart des DSB, Alfred Diel. Die Monatszeitschrift fungierte als „Presseorgan des DSB“, eine Beilage (Süddeutsche Schachzeitung) enthielt Mitteilungen der süddeutschen Landesverbände und aus Hessen. Vorübergehend war auch das Organ der Deutschen Schachjugend Jugend- und Schulschach (1970 bis 1973) bzw. Jugend-Schach-Sport (1977–1979) beigefügt. 1976 lag der Heftpreis bei 1,70 DM, 1986 bei 2,40 DM.
Mit Jahresbeginn 1987 übernahm der Joachim Beyer Verlag die Zeitschrift Deutsche Schachblätter und integrierte sie in den Schach-Report von Günter Lossa.